# 比特幣黃金

比特幣黃金標誌

比特币黄金 （Bitcoin Gold；代號：BTG）是一个由比特幣硬分叉的加密貨幣，以抗衡ASIC挖礦機的壟斷，恢復以GPU挖礦的年代。
比特幣初時標榜以去中心化為目標。然而，現時只有數家礦機生產商生產礦機，性能比GPU高逾萬倍，以致算力一直被礦機壟斷。礦機生產商無疑從中奪取了對比特幣的控制權，有違初衷。 而由於GPU生產商眾多，競爭激烈，令挖礦只有不能由礦機完成，即能完成去中心化的目標。
比特幣黃金在2018年5月18日曾遭受雙重支付攻擊。

## 硬分叉
硬分叉在2017年10月24日發生。比特幣黃金於第491407區塊誔生後便與比特幣分拆。 管理团队透過快速掘礦產生8000區块，以每區塊獎勵12.5 BTG計算，釋出100,000 BTG。該款項中已有95%被放到基金中，以支援比特幣黃金之發展。其餘5%則由6人團隊成員瓜分，即每人分獲約833 BTG

## 與比特幣之差異
由於Equihash對RAM要求較高，比特币黄金使用Equihash作为工作量證明之算法，而非SHA-256，以防止礦工可以礦機挖礦。

## 攻击
2018年5月18日，某名匿名用戶成功壟斷比特幣黃金百分之50以上之算力，從而發動雙重支付攻擊。交易所因此而損失了約1800萬美元。

## 外部連結
- 官方网站
- 源代码 （页面存档备份，存于）